# Das Portrait
Das Portrait ist ein Kompilationsalbum des Liedermachers Hannes Wader, erschienen 1975 bei phonogram.

## Inhalt
Das Portrait bietet einen Querschnitt aus den bis 1975 erschienenen Alben Hannes Waders. So enthält es neben eigenen Werken (z. B. Begegnung) Lieder, die Wader ins Deutsche übertragen hat (z. B. Schon so lang), Volkslieder (Wilde Schwäne) und ein plattdeutsches Lied (Dat du min leefste büst).
Das Vorwort schrieb Liedermacher und Produzent Knut Kiesewetter. Ein ausführliches Interview stammt aus der Satirezeitschrift PARDON, geführt von Wolfgang Bittner.

## Titel
1. Aufgewachsen auf dem Lande – 5:49
2. Begegnung – 3:00
3. Steh doch auf, du armer Hund – 6:19
4. Schon so lang – 3:30
5. Heute hier, morgen dort – 2:59
6. Kokain – 5:20
7. Talking-Böser-Traum-Blues – 6:33
8. Viel zu schade für mich – 3:45
9. Wilde Schwäne – 3:10
10. Dat du min leefste büst – 2:29

## Titelbild
Das Titelbild zeigt ein Porträt Hannes Waders unter Verwendung einer Zeichnung von Gertrude Degenhardt.